# ブッダノコギリクワガタ
ブッダノコギリクワガタ（Prosopocoilus buddha）は、コウチュウ目・クワガタムシ科・ノコギリクワガタ属に分類されるクワガタムシの1種。学名は釈迦（ゴータマ・シッダールタ）から採られている。
インド・チベットからインドネシア、スラウェシ、フィリピンまで広く分布しており、複数の亜種に分けられている

## 特徴
オス成虫の体調は26mm-63mmで、ノコギリクワガタ属の種としては中型から小形の部類に入る。
体は幅広で、光沢のある赤褐色から黒色の外観をもつ。 個体変異が非常に激しく、大型のオスの大顎はやや細くて長く、わずかに湾曲しており、基部近くに大きな歯を1個、中央のすぐ先端寄りにもやや大きな歯を1個、これに加えて多数の小さな歯を持ち、ギラファノコギリクワガタの小型版のような印象を与え、その細い顎から「ユミツノノコギリクワガタ（弓角鋸鍬形虫）」とも呼ばれた。 小型のオスの大顎は他の種類のノコギリクワガタのように一般に短いナイフ型で、細かい鋸歯のみを持つ傾向がある。 頭部は大きく幅広で、微顆粒以外の目立つ彫刻はない。角先端の3節は広がって片状節となる。前胸背は明瞭に横長で、側縁基部は狭まらない。体の下面は上面と同色、足は暗褐色から黒色。メスはオスよりも小さく幅広の体型で、より光沢があり、大顎は大きくならない。 
幼虫は朽木の幹や、その付近の土中などの中で成長し、羽化までにおそらく1年がかかる。成虫は樹液や果実等を餌としていると考えられている。 

## 亜種
BioLib には以下の亜種がリストアップされている：  
- P. buddha approximatus (Parry, 1864) - チベット、インドシナ半島
- P. buddha annae Bomans, 1992 -  ボルネオ島
- P. buddha babuyanensis Mizunuma, 1994 - フィリピン（バブヤン諸島）
- P. buddha buddha (Hope, 1842) - インド、バングラデシュ、タイ
- P. buddha cavifrons (Hope & Westwood, 1845) - フィリピン（ルソン島、ミンドロ島、パナイ島、ネグロス島）
- P. buddha ebeninus (Albers, 1891) - フィリピン（ミンダナオ島｝
- P. buddha erberi (Lacroix, 1988) -  インドネシア（スマトラ島）
- P. buddha javanensis (Neervoort van de Poll, 1895) - インドネシア（ジャワ島）
- P. buddha kuijteni Bomans, 1978 - タイ、西マレーシア
- P. buddha palawanicus (Felsche, 1912) -　フィリピン（パラワン）
- P. buddha patricius (Schaufuss, 1887) - インドネシア（スラウェシ島）